# 吉崎達彦
吉崎 達彦（よしざき たつひこ、1960年10月8日 - ）は、日本の経済学者、双日総合研究所取締役副所長を経て、同チーフエコノミスト。かんべえの名前で親しまれ、米国などを中心とする国際問題研究家でもある。

## 略歴
富山県富山市生まれ。県立富山中部高等学校を経て、一年の浪人生活ののち、1984年に一橋大学社会学部を卒業し、総合商社日商岩井（現双日）に入社。同社調査・環境部、『トレードピア』編集長を経て、1991年からブルッキングス研究所客員研究員。
1993年から速水優代表幹事の秘書として経済同友会調査役に出向。速水優代表幹事退任に伴い、1995年から日商岩井調査・環境部に戻り、日商岩井総合研究所調査グループ主任エコノミストなどを経て現職。社団法人世界経済研究協会常任理事、NPO法人岡崎研究所理事・特別研究員、NPO法人ミレニアムプロミスジャパン理事なども務める。
政治外交・経済両側面にわたる調査・評論を行なっている。また、「かんべえ」のハンドルネームで、ホームページ「溜池通信」を主催。同名のニューズレターを発信している。かんべえの名のとおり、戦国武将黒田孝高（官兵衛・如水）を尊敬しており、研究している。
2013年、フジサンケイグループ第14回正論新風賞受賞。

## 著書

### 単著
- 『アメリカの論理』（新潮新書、2003年） ISBN 4-10-610007-X
- 『1985年』（新潮新書、2005年） ISBN 4-10-610130-0
- 『オバマは世界を救えるか』（新潮社、2009年）
- 『溜池通信発 いかにもこれが経済』（日本経済新聞出版社、2010年）
- 『気づいたら先頭に立っていた日本経済』（新潮新書、2016年）

### 共著
- 外交政策決定要因研究会 編『日本の外交政策決定要因』（PHP研究所、1999年） ISBN 4-569-60346-7
- 『ナイーブな「帝国」アメリカの虚実』（ビジネス社、2003年） ISBN 4-8284-1084-8　　古森義久との共著
- 『世界経済 連鎖する危機―「金融危機」「世界同時不況」の行方を読む』東洋経済新報社、2009年、中島厚志、塚崎公義との共著

## TV・ラジオ出演
- サンデープロジェクト（テレビ朝日）
- ニュースモーニングサテライト、NEWS FINE（テレビ東京）
- くにまるワイド ごぜんさま〜（文化放送）
- くにまるジャパン（文化放送）
- くにまるジャパン 極（文化放送）
- 生島ヒロシのおはよう一直線（TBSラジオ）
- 情熱報道ライブ「ニューズ・オプエド®」（NOBORDER NEWS TOKYO）
- 飯田浩司のOK! Cozy up!(ニッポン放送)